# 美洲奎特馬
美洲奎特馬（American Quarter Horse）亦稱之為奎特馬（Quarter Horse），是馬品種之一。
美洲奎特馬起源於美國，是從英國品種培育出來的。奎特馬能背負各種工作，像是耕田、趕牛、駕車到騎乘等等。奎特馬常被用來進行1/4英里的賽馬，因而得名。

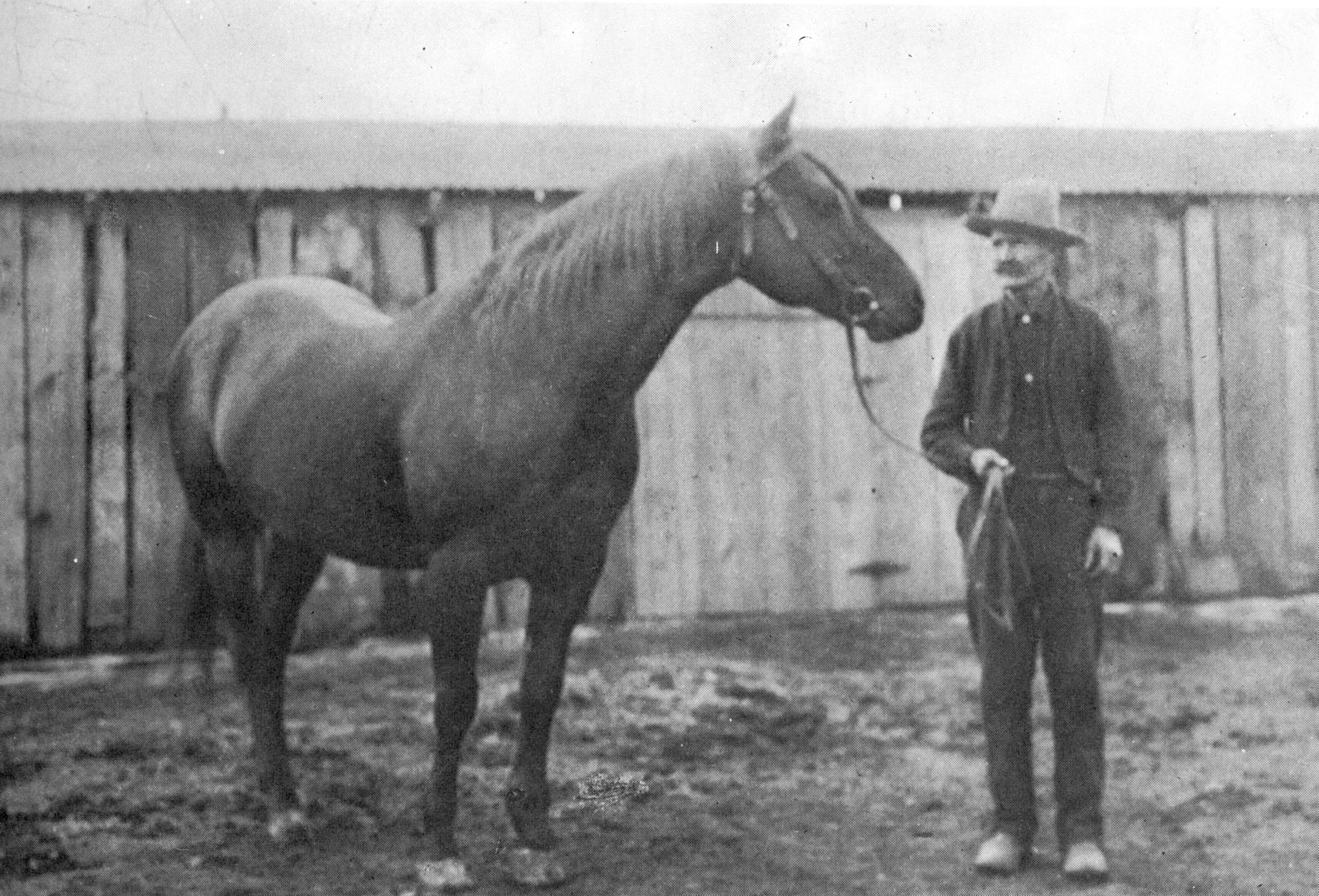
1905年的照片

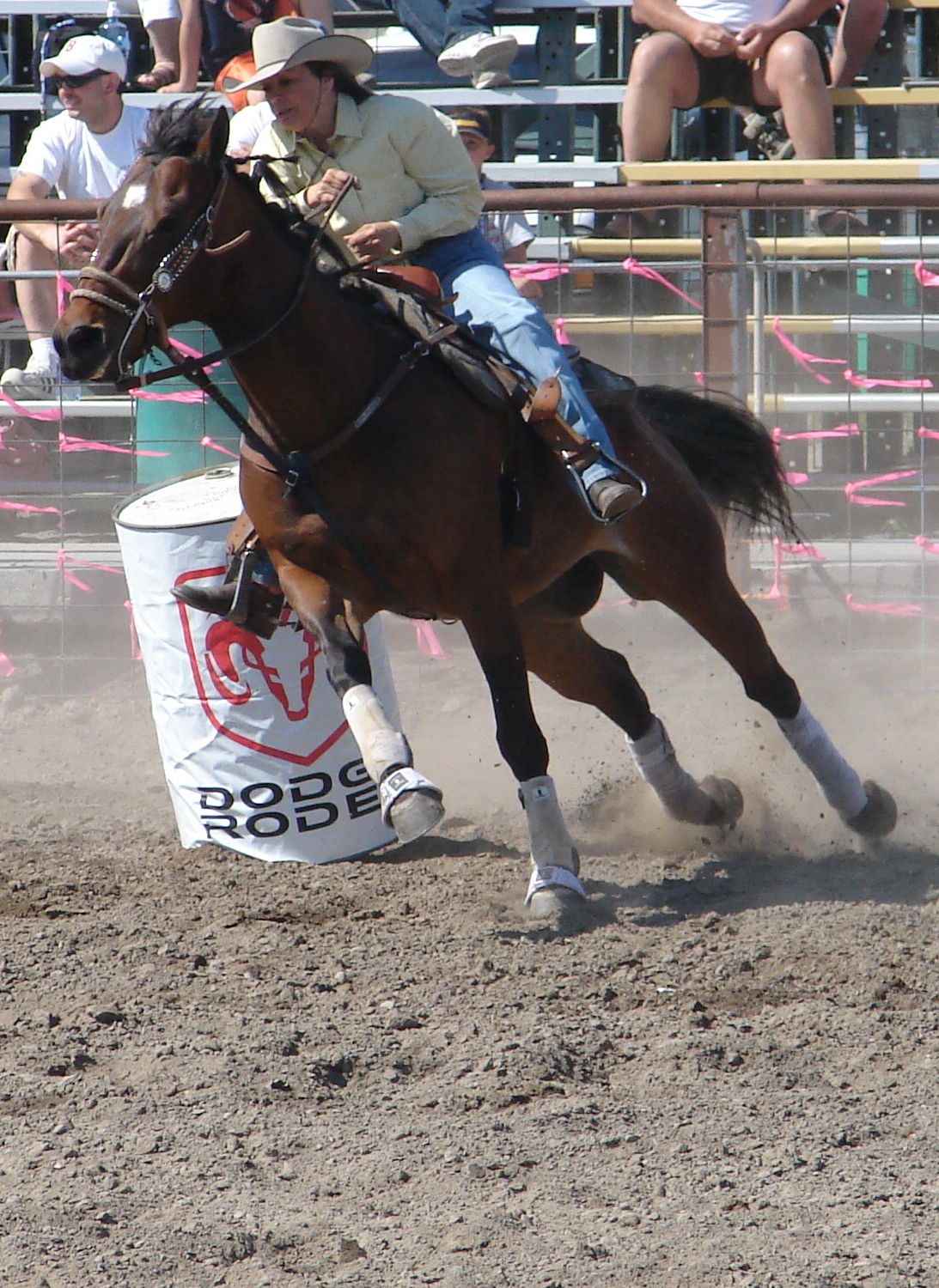

## 外部連結
- American Quarter Horse Association （页面存档备份，存于）
- Information about Quarter Horses in Europe
- Quarter Horse in New Caledonia
- Czech Quarter Horse Association （页面存档备份，存于）